# Пипиниди
Пипинидите или Арнулфингите са членовете на франкска благородническа фамилия, които са служили при Меровингите като майордоми, но де факто са управлявали кралствата Неустрия и Австразия. Впоследствие представителите на тази фамилия дават началото на кралската династия на Каролингите.
Смята се, че династията е дала началото си от Арнулф от Мец (Св. Арнулф), епископ на Мец в началото на седми век сл. Хр. Неговият син Анзегизел се жени за Бега, дъщерята на Пипин Ланденски и от този брак се ражда Пипин Ерсталски.
След смъртта на Пипин Ерстал той бива наследен от незаконния си син Карл Мартел. Тъй като към деня на смъртта си Пипин вече е имал законородени внуци, които не са били овластени се смята, че линията на Пипинидите се прекъсва.
Карл Мартел основава нов клон на фамилията, който историците наричат династията Каролинги, заменила на кралския трон Меровингите с благословията на Папа Стефан II